# Функции Матьё
Функции Матьё — математические специальные функции, являющиеся периодическими решениями уравнения Матьё.
Используются при решении различных задач математической физики, в частности,
при описании волнового движения с эллиптическими граничными условиями, при изучении явления
параметрического резонанса, при изучении нелинейных колебаний
в различных разделах теоретической и экспериментальной физики и т. д.

## Уравнение Матьё
Уравнением Матьё называется дифференциальное уравнение вида (каноническая форма):
{\displaystyle {\frac {d^{2}y}{dx^{2}}}+[a-2q\cos(2x)]y=0,}
где {\displaystyle a} и {\displaystyle q} - параметры, от которых зависит поведение решения (устойчивое или неустойчивое), данную зависимость иллюстрирует диаграмма Айнса-Стретта.

## Решения уравнения Матьё
Согласно теореме Флоке, всегда существуют решения уравнения Матьё в виде:
{\displaystyle y(x)=\exp(\mu x)\phi (x)}, 
где {\displaystyle \phi (x)} имеет период {\displaystyle 2\pi }.
При {\displaystyle \mu =0} эти решения являются периодическими с периодом {\displaystyle 2\pi } и
называются функциями Матьё. Они обозначаются как: {\displaystyle \mathrm {ce} _{0}(x),\mathrm {ce} _{1}(x),\mathrm {se} _{1}(x),\mathrm {ce} _{2}(x),\mathrm {se} _{2}(x),...}.
Функции Матьё можно представить в виде сумм косинусов или синусов: {\displaystyle \mathrm {ce} _{2n}(x)=\sum _{k}A_{k}\cos 2kx,\mathrm {ce} _{2n+1}(x)=\sum _{k}B_{k}\cos(2k+1)x,\mathrm {se} _{2n}(x)=\sum _{k}C_{k}\sin 2kx,\mathrm {se} _{2n+1}(x)=\sum _{k}D_{k}\sin(2k+1)x,}
где величины {\displaystyle A_{k},B_{k},C_{k},D_{k}} являются функциями от величин {\displaystyle a,q} в
уравнении Матьё. Значения {\displaystyle A_{k},B_{k},C_{k},D_{k}} можно получить, подставляя решение уравнения
Матьё в виде разложения по ряду Фурье в уравнение и приравнивая подобные члены.